# Свашенко Семен Андрійович
Семен Андрійович Свашенко (13 вересня 1904, с. Деркачі (тепер Дергачі) Харківської області — 23 листопада 1969, Москва) — український актор театру і кіно школи Л. Курбаса та О. Довженка. Молодший брат письменника Петра Лісового, жертви Розстріляного Відродження.

## Життєпис
Народився у с. Деркачі (після 1943 року — Дергачі) на Харківщині. Навчався у Київському музично-драматичному інституті імені Миколи Лисенка в класі Л. Курбаса (1922—1924), згодом у театрі-студії «Березіль» (1924—1928), на сцені якого почав акторську діяльність.
З 1924 С. знімався на Одеській кінофабриці ВУФКУ (з 1929 — Україн-фільм) у фільмах: Л. Курбаса (Прапорщик — «Арсенальці», 1925), О. Довженка (Тиміш — «Звенигора», 1928 і «Арсенал», 1929; Василь — «Земля», 1930), І. Кавалерідзе (Солдат — «Перекоп», 1930; Куркуль — «Штурмові ночі», 1931), Б. Тягна (Марко Гуща — «Фата Морґана», 1931) та ін.; в 1940 на Київ. Кіностудії (Федір — «Кубанці»)., У 1945 — 56 С. — актор Театру-студії кіноактора.
З 1957 працює на кіностудії «Мосфільм»; тут знімався у фільмах «Тихий Дон» (1957), «Балада про солдата» (1959), «Війна й мир» (1960) та ін.
Похований у Москві, на 58 ділянці Ваганьківського цвинтаря.
В Україні, на Дніпропетровщині, у місті Марганець проживає його рідний небіж Свашенко Андрій Володимирович, син брата Свашенка Володимира Андрійовича.

## Фільмографія
- 1925 — Арсенальці — прапорщик
- 1927 — Звенигора — Тимош
- 1928 — Арсенал — Тимош, робітник-коммунист
- 1929 — Дві жінки — чоловік
- 1929 — У кучугурах — Андрій Бурмиш
- 1929 – Експонат з паноптикуму – Городинський-молодший, інженер
- 1925 — Людина з містечка — епізод
- 1930 — Перекоп — солдат
- 1930 — Земля — Василь Трубенко
- 1930 — Вибухлі дні — ударник праці
- 1931 — Штурмові ночі — куркуль
- 1931 — Фата Моргана — селянин Гуща
- 1933 — Зрадник батьківщини — українець
- 1933 — Дезертир — Бруно
- 1934 — Секрет фірми — Микола Рубцов
- 1935 — У самого синього моря — голова рибколгоспу
- 1936 — Дохунда
- 1937 — Юність — матрос, син рибалки Андрій Шаган
- 1937 — Кордон під контролем — старший лейтенант Сташенко
- 1939 — Кубанцы — Федір
- 1939 — Варя-капітан — Федір
- 1942 — Лісові брати
- 1943 — Лермонтов — гусар
- 1945 — Близнюки — міліціонер
- 1946 — Крейсер «Варяг» — сигнальник
- 1946 — Глінка — партизан
- 1947 — Рядовий Олександр Матросов — парторг
- 1948 — 1949 — Сталінградська битва — командир танка
- 1950 — Сміливі люди — табунник
- 1950 — Кавалер Золотої зірки — секретар
- 1950 — Донецькі шахтарі — інженер
- 1955 — Овід — Марконе
- 1955 — Білий пудель — волоцюга
- 1957 — Сторінки минулого — Гнат
- 1958 — Тихий Дон — Гаранджа
- 1959 — Ходіння по муках — Яків
- 1959 — Балада про солдата — старий українець в поїзді
- 1961 — Нахабеня — куркуль
- 1961 — Дуель — чиновник
- 1962 — Кубинська новела — робітник
- 1962 — Бий, барабан! — куркуль
- 1963 — Оптимістична трагедія — анархіст
- 1967 — Війна і мир — старий солдат